# Уолмсли, Джим
Джим Уолмсли (англ. Jim Walmsley; род. 17 января 1990) — американский бегун на длинные дистанции. Специализируется на ультрамарафоне. Он выиграл такие забеги как ДФК 50 в 2014, 2015 и 2016 годах, Лейк Сонома 50 в 2016 и 2018, а также Таравера Ультра в 2017. Является обладателем нескольких рекордов трасс, включая рекорд 100-милльника Вестерн Стейтс, установленный в 2019 году. Он был назван ультрамарафонцем года в 2016, 2017 и 2018. Квалифицировался на отборочные соревнования на Олимпийские игры 2020, пробежав полумарафон в рамках Хьюстонского марафона в феврале 2019. Во время соревнований Hoka One One 100K Challenge 5 мая 2019 он установил новый мировой рекорд на дистанции 50 миль, пробежав ее за 4:50:07 и улучшив предыдущий рекорд Брюса Фордайса, который держался в течение 36 лет, на 14 секунд.

## Спортивная карьера

### Школа
Джим Уолмсли учился в средней школе Хорайзон в Скотсдейле, Аризона. В 2007 году в 12-м классе он стал чемпионом по кроссу штата Аризона в Дивизионе 5A-II, выиграв все соревнования в которых участвовал, и был назван бегуном года. В том году он занял 23-е место в национальном чемпионате.

### Университет
Джим рассматривал несколько университетов для получения высшего образования — Университет штата Аризона, Джорджтаунский университет, Ионский колледж, Вашингтонский университет, Калифорнийский университет и Академию ВВС США, в конце концов выбрав последнюю. На протяжении всего периода обучения с 2008 по 2012 он бегал кроссы, а также принимал участие в соревнованиях на дорожке на 5000 метров, 10000 метров и стипль-чезе. В 2012 будучи капитаном команды по кроссу и команды по бегу на длинные дистанции, его личные рекорды были 4:04 на милю, 13:52 на 5000 метров, 29:08 на 10000 метров и 8:41 в стипль-чезе.

## Достижения
| Год  | Соревнование           | Место проведения                           | Место | Дистанция   | Время    |
| ---- | ---------------------- | ------------------------------------------ | ----- | ----------- | -------- |
| 2014 | ДФК 50                 | Вашингтон (округ, Мэриленд), США           | 1     | 50 миль     | 5:56:31  |
| 2015 | ДФК 50                 | Вашингтон (округ, Мэриленд), США           | 1     | 50 миль     | 5:47:37  |
| 2016 | Бандера 100K           | Бандера (округ), Техас, США                | 1     | 100 км      | 7:46:37  |
| 2016 | Моаб Ред Хот 55K       | Моаб, Юта, США                             | 1     | 55 км       | 3:49:20  |
| 2016 | Лейк Сонома 50         | Хилдсберг, США                             | 1     | 50 миль     | 6:00:52  |
| 2016 | ДФК 50                 | Вашингтон (округ, Мэриленд), United States | 1     | 50 миль     | 5:21:29  |
| 2017 | Таравера Ультра        | Новая Зеландия                             | 1     | 100 км      | 7:23:32  |
| 2017 | Гордж Уотерфолс 100K   | Каскейд-Локс, США                          | 1     | 100 км      | 8:20:28  |
| 2017 | Кендалл Маунтин Ран    | Силвертон, США                             | 1     | 12 миль     | 1:31:05  |
| 2017 | Спидгоат 50K           | Литл-Коттонвуд, Юта, США                   | 1     | 50 км       | 5:04:55  |
| 2017 | Монблан Ультратрейл    | Шамони, Франция                            | 5     | 167 км      | 20:11:38 |
| 2018 | Лейк Сонома 50         | Хилдсберг, США                             | 1     | 50 миль     | 5:51:16  |
| 2018 | Вестерн Стейтс         | Скво-Вэлли, США                            | 1     | 100 миль    | 14:30:04 |
| 2019 | Хьюстонский марафон    | Хьюстон, Техас, США                        | 27    | полумарафон | 1:04:00  |
| 2019 | Гонконг Фаст 50 Ультра | Гонконг                                    | 1     | 50 миль     | 6:05:00  |
| 2019 | Вестерн Стейтс         | Скво-Вэлли, США                            | 1     | 100 миль    | 14:09:28 |

## Рекорды трасс[7]
| Соревнование    | Время                     | Дата       |
| --------------- | ------------------------- | ---------- |
| ДФК 50          | 5:21:28 — текущий рекорд  | 19.11.2016 |
| Лейк Сонома 50  | 6:00:52                   | 9.04.2016  |
| Лейк Сонома 50  | 5:51:16 — текущий рекорд  | 14.04.2018 |
| Бандера 100K    | 7:46:37 — текущий рекорд  | 9.01.2016  |
| Таравера Ультра | 7:23:32 — текущий рекорд  | 11.02.2017 |
| Вестерн Стейтс  | 14:09:28 — текущий рекорд | 29.06.2019 |